# Иммунология
Иммуноло́гия (от лат. immunis — свободный, освобождённый, избавленный от чего-либо + греч. λόγος — знание) — медико-биологическая наука, изучающая реакции организма на чужеродные структуры (антигены): механизмы этих реакций, их проявления, течение и исход в норме и патологии, а также разрабатывающая методы исследования и лечения.

## Предмет изучения иммунологии
- Строение иммунной системы;
- Закономерности и механизмы развития иммунных реакций;
- Механизмы контроля и регуляции иммунных реакций;
- Болезни иммунной системы и её дисфункции;
- Условия и закономерности развития иммунопатологических реакций и способы их коррекции;
- Возможность использования резервов и механизмов иммунной системы в борьбе с инфекционными и неинфекционными заболеваниями;
- Иммунологические проблемы репродукции;
- Иммунологические проблемы трансплантации органов и тканей.

## Направления иммунологии

### Общая иммунология
Общая иммунология изучает клеточные и молекулярные основы иммунных реакций, их регуляцию, генетический контроль, а также роль иммунных механизмов в процессах индивидуального развития.

### Частная иммунология
Частная иммунология носит прикладной характер; к основным направлениям её относятся: иммунопатология, молекулярная иммунология, иммунология эмбриогенеза, аллергология, трансплантационная иммунология, инфекционная иммунология, иммунохимия, иммуноморфология, нейроиммунология.
Клиническая иммунология или иммунопатология — клиническая и лабораторная дисциплина, которая занимается обследованием, диагностикой и лечением больных с заболеваниями или патологическими процессами, развивающимися в результате нарушения иммунных механизмов, а также теми случаями, когда иммунологические манипуляции являются важной частью терапии и/или профилактики.
Инфекционная иммунология — раздел иммунологии, изучающий иммунный ответ при инфекционных болезнях человека и животных и разрабатывающий методы специфической профилактики, диагностики и лечения этих болезней.
Неинфекционная иммунология — совокупность разделов иммунологии, изучающих иммунный ответ организма на антигены, не связанные с возбудителями инфекционных и инвазионных болезней, например, на изоантигены, опухолевые антигены и т. д.
Молекулярная иммунология — раздел иммунологии, изучающий молекулярные механизмы иммунного ответа.
Радиационная иммунология — раздел иммунологии, изучающий изменения иммунного ответа под воздействием ионизирующих излучений, разрабатывающий методы их использования для подавления трансплантационного иммунитета, методы восстановления системы иммунитета при лучевых поражениях и т. д.
Иммунология эмбриогенеза или иммунология репродукции — раздел иммунологии и эмбриологии, изучающий процессы становления антигенной структуры тканей и органов в ходе эмбрионального развития и иммунологические взаимоотношения организма матери и плода.
Иммуноморфология — раздел иммунологии, изучающий клеточные основы иммунитета.
Иммунохимия — раздел иммунологии, изучающий химические основы иммунного ответа.
Трансплантационная иммунология изучает иммунную несовместимость тканей, отторжение трансплантатов, условия и способы преодоления несовместимости.
Микробиологическая иммунология

## История иммунологии

### Древний мир и Средние Века
1000 г. до н. э. — первые инокуляции содержимого оспенных папул здоровым людям с целью их защиты от острой формы заболевания проводились в Китае, а затем распространились в Индию, Европу, Малую Азию, на Кавказ.[источник?]
1546 г. — выходит книга итальянского врача Джироламо Фракасторо «Зараза» (лат. On Contagion et Contagiosis Morbis), в которой он развивает теорию приобретённого иммунитета, выдвинутую ещё в XI веке Авиценной. Авиценна и Фракасторо полагали, что все болезни вызываются мелкими «семенами», переносимыми от человека к человеку. Разные «семена заразы» имеют различное сродство к разным растениям и животным, а внутри организма — к различным органам и жидкостям тела.

### Первые вакцины
С 1701 вариоляция (прививание от оспы) получает распространение в Константинополе, откуда распространяется в Европу.
В 1722 принц и принцесса Уэльские привили оспу двум своим дочерям, чем подали монарший пример жителям Англии.
В Лондоне в 1746 был открыт специальный Госпиталь святого Панкратия, в котором всем желающим прививали оспу.
12 октября 1768 один из лучших врачей-инокуляторов Томас Димсдейл произвел оспопрививание императрице Екатерине II и её сыну Павлу.
В 1796 после тридцати лет исследований Эдвард Дженнер опробовал метод прививания людей коровьей оспой на 8-летнем мальчике, а затем ещё на 23 людях. В 1798 г. он опубликовал результаты своих исследований. Дженнер разработал врачебную технику оспопрививания, которую назвал вакцинацией (от лат. vaccus — корова).

### Иммунологическая революция
В 1880 г. выходит в свет статья Луи Пастера о защите кур от холеры путём их иммунизации патогеном со сниженной вирулентностью.
В 1881 г. Пастер проводит публичный эксперимент по прививке 27 овцам сибиреязвенной вакцины, а в 1885 г. успешно испытывает вакцину от бешенства на мальчике, укушенном бешеной собакой. Эти события знаменуют собой зарождение инфекционной иммунологии и начало эры вакцинации.
В 1883 г. иммунолог Илья Мечников сделал первое сообщение по фагоцитарной теории иммунитета на съезде врачей-естествоиспытателей в Одессе. Именно Мечников стоял у истоков познания вопросов клеточного иммунитета. Мечников показал, что в организме человека присутствуют особые амебоидные подвижные клетки — нейтрофилы и макрофаги, которые поглощают и переваривают патогенные микроорганизмы. Именно им он отдавал первичную роль в защите организма.
В 1890 г. немецкий врач Эмиль фон Беринг совместно с Сибасабуро Китасато показал, что в крови людей, переболевших дифтерией или столбняком, образуются антитоксины, которые обеспечивают иммунитет к этим болезням как самим переболевшим, так и тем, кому такая кровь будет перелита. В том же году на основе этих открытий был разработан метод лечения кровяной сывороткой. Работы этих учёных положили начало изучению механизмов гуморального иммунитета. А в 1901 г. Эмилю фон Берингу была присуждена первая Нобелевская премия по физиологии и медицине «за работу по сывороточной терапии, главным образом за её применение при лечении дифтерии, что открыло новые пути в медицинской науке и дало в руки врачей победоносное оружие против болезни и смерти».
В 1891 г. выходит статья немецкого фармаколога Пауля Эрлиха, в которой он термином «антитело» обозначает противомикробные вещества крови. Параллельно с Мечниковым, Эрлих разрабатывал свою теорию иммунной защиты организма. Эрлих заметил, что основным свойством антител является их ярко выраженная специфичность. Пытаясь понять это явление специфичности, Эрлих выдвинул теорию «боковых цепей», в соответствии с которой антитела в виде рецепторов предшествуют на поверхности клеток. Позже эта в целом умозрительная теория подтвердилась с некоторыми изменениями.
Две теории — фагоцитарная (клеточная) и гуморальная — в период своего возникновения стояли на антагонистических позициях. В 1908 г. Мечников и Эрлих разделили Нобелевскую премию в области медицины, а позже выяснилось, что их теории дополняют друг друга.
В 1900 г. австрийский врач — иммунолог Карл Ландштейнер открыл группы крови человека, за что в 1930 г. был удостоен Нобелевской премии.
В 1904 г. известный химик Сванте Аррениус доказал обратимость взаимодействия антиген — антитело и заложил основы иммунохимии.
В 1908 г. в Германии и Франции основаны первые научные журналы, публикующие статьи по иммунологии, — Zeitschrift für Immunitätsforschung и Annales de I’lnstitut Pasteur, с 1916 г. в США выходит American Journal of Immunology.
В 1913 г. была организована Американская ассоциация иммунологов (англ. American Association of Immunologists).
К концу 40-х гг. созданием целого набора вакцин против опаснейших инфекционных возбудителей (оспы, бешенства, холеры, чумы, брюшного тифа, желтой лихорадки, дифтерии, столбняка) завершается первый этап развития иммунологии.

### Прорыв в теоретической иммунологии
Несмотря на успехи инфекционной иммунологии, экспериментальная и теоретическая иммунология в середине века оставались в зачаточном состоянии.
Новый этап развития иммунологии связан с именем австралийского вирусолога Фрэнка Макфарлейна Бернета. Он стал автором клонально-селективной теории иммунитета и первооткрывателем явления иммунотолерантности, за что в 1960 г. получил Нобелевскую премию.
Изучение иммуноглобулинов началось с работы по электрофорезу белков крови Арне Тиселиуса 1937 года.
Затем в течение 40-х −60-х гг. были открыты классы и изотипы иммуноглобулинов, а в 1962 г. Родни Портер предложил модель структуры молекул иммуноглобулинов, которая оказалась универсальной для иммуноглобулинов всех изотипов и совершенно верной и по сегодняшний день.
60-е — начало 80-х годов — этап выделения всевозможных факторов — гуморальных медиаторов иммунного ответа из супернатантов клеточных культур. С середины 80-х годов и по настоящее время в иммунологию вошли методы молекулярного клонирования, трансгенные мыши и мыши с удалением заданных генов (knokout).
В работах Джеймса Гованса 60-х годов XX в. показана роль лимфоцитов в организме. Гованс в опытах на крысах показал, что хронический дренаж грудного лимфатического протока, который физически «вынимает» лимфоциты из организма, приводит к утрате способности животных к развитию иммунного ответа.
В середине XX в. команда во главе с американским генетиком и иммунологом Джорджем Снеллом проводила опыты с мышами, которые привели к открытию главного комплекса гистосовместимости и законов трансплантации, за что Снелл и получил Нобелевскую премию в 1980 г.
В 2011 г. Нобелевскую премию по физиологии или медицине получил французский иммунолог Жюль Офман за работу «по исследованию активации врождённого иммунитета».
В XXI веке основными задачами иммунологии стали: изучение молекулярных механизмов иммунитета — как врождённого, так и приобретённого, разработка новых вакцин и методов лечения аллергии, иммунодефицитов, онкологических заболеваний.

## СписокНобелевских лауреатовпофизиологии и медицинеза работы в области иммунологии
| Год присуждения премии | Лауреат                                    | За что присуждена премия |
| ---------------------- | ------------------------------------------ | --- |
| 1901                   | Эмиль Адольф фон Беринг                    | За открытие антитоксинов (антител), их применение при лечении дифтерии. |
| 1905                   | Роберт Кох                                 | За исследование туберкулёза. |
| 1908                   | Илья Ильич Мечников и Пауль Эрлих          | За труды по иммунитету, открытие фагоцитоза (Мечников) и гуморальную теорию иммунитета (Эрлих).                                                                             |
| 1913                   | Шарль Рише                                 | В знак признания его работ по анафилаксии. |
| 1919                   | Жюль Борде                                 | За экспериментальные работы по комплементзависимому бактериолизу, специфическому гемолизу, за разработку метода фиксации комплемента для диагностики инфекционных болезней. |
| 1930                   | Карл Ландштейнер                           | За открытие групп крови человека. |
| 1951                   | Макс Тейлер                                | За создание вакцины против жёлтой лихорадки. |
| 1957                   | Даниеле Бове                               | За открытие роли гистамина в патогенезе аллергических реакций и разработку антигистаминных фармакологических препаратов для лечения аллергических болезней.                 |
| 1960                   | Макфарлейн Бёрнет и Питер Брайан Медавар   | За открытие искусственной иммунной толерантности (переносимости). |
| 1972                   | Джералд Эдельман и Родни Портер            | За открытия, касающиеся химической структуры антител. |
| 1977                   | Розалин Сасмен Ялоу                        | За развитие радиоиммунологических методов определения пептидных гормонов.                                                                                                   |
| 1980                   | Барух Бенасерраф, Жан Доссе и Джордж Снелл | За открытие генов и структур поверхности клеток главного комплекса гистосовместимости.                                                                                      |
| 1984                   | Нильс Ерне, Георг Кёлер и Сесар Мильштейн  | За открытие и разработку принципов выработки моноклональных антител с помощью гибридов.                                                                                     |
| 1987                   | Судзуми Тонегава                           | За открытие генетического принципа для генерации разновидности антител. |
| 1996                   | Питер Доэрти и Рольф Цинкернагель          | За открытия в области иммунной системы человека, в частности её способности выявлять клетки, поражённые вирусом                                                             |
| 1997                   | Стенли Прузинер                            | За открытие прионов, нового биологического принципа инфекции |
| 2011                   | Ральф Стейнман                             | За открытие дендритных клеток и изучение их значения для приобретённого иммунитета                                                                                          |
| 2011                   | Жюль Хоффман и Брюс Бётлер                 | За работы по изучению активации врождённого иммунитета |
| 2018                   | Джеймс Эллисон и Тасуку Хондзё             | За их открытия терапии рака путем ингибирования отрицательной иммунной регуляции                                                                                            |

## Журналы по иммунологии
- Иммунология ISSN 02064952
- Клиническая иммунология. Аллергология. Инфектология (сайт журнала)
- Медицинская иммунология (сайт журнала) ISSN 15630625
- Российский аллергологический журнал (сайт журнала)
- Applied Immunohistochemistry & Molecular Morphology (сайт журнала) ISSN 10623345
- Current Opinion in Allergy and Clinical Immunology (сайт журнала) ISSN 15284050
- Internationals Journal of Immunogenetics (сайт журнала) ISSN 1744313X
- Immunogenetics (сайт журнала) ISSN 00937711
- Journal of Immunology ISSN 00221767
- Journal of Immunotherapy (сайт журнала) ISSN 15249557
- Nature Reviews Immunology ISSN 14741733
- Journal of Allergy Clinical Immunology (сайт журнала) ISSN 10976825
- Allergy (сайт журнала) ISSN 01054538
- Clinical & Experimental Allergy (сайт журнала) ISSN 13652222
- International Archives of Allergy and Immunology (сайт журнала) ISSN 10182438
- Pediatric Allergy and Immunology (сайт журнала) ISSN 09056157
- Annals of Allergy and Asthma Immunology (сайт журнала)
- Clinical Review of Allergy Immunology (сайт журнала) ISSN 10800549
- Contact Dermatitis(сайт журнала) ISSN 01051873
- Journal of Asthma (сайт журнала) ISSN 11786965
- Allergy Asthma Proceedings (сайт журнала) ISSN 15396304
- World Allergy Organization Journal (сайт журнала) ISSN 19394551